# Ismaïla Sarr
Ismaïla Sarr (ur. 25 lutego 1998 w Saint-Louis) – senegalski piłkarz, grający na pozycji skrzydłowego w angielskim klubie Crystal Palace oraz w reprezentacji Senegalu. Zwycięzca Pucharu Narodów Afryki 2021. Srebrny medalista Pucharu Narodów Afryki 2019. Uczestnik Mistrzostw Świata 2018 i 2022.

## Kariera Klubowa

### Wczesne życie
Swoją karierę piłkarską Sarr rozpoczął w klubie Génération Foot z Dakaru. W 2015 roku zadebiutował w jego barwach w senegalskiej drugiej lidze. W Génération Foot grał przez rok.

### Metz
Latem 2016 roku Sarr został zawodnikiem FC Metz. Swój debiut w nim zaliczył 30 października 2016 w przegranym 0:1 wyjazdowym meczu ze Stade Rennais.

### Stade Rennais
26 lipca 2017 roku podpisał 4-letni kontrakt z pierwszoligowym Stade Rennais FC. Przeniesienie wzrasta do 17M€. 8 sierpnia 2019 roku przeniósł się do Watfordu za rekordowe 30M funtów stając się tym rekordem transferowym klubu.

### Watford
8 sierpnia 2019 Sarr dołączył do angielskiego klubu Watford. Podpisał 5-letni kontrakt, a kwota transferu wynosiła 30 milionów euro. 29 lutego 2020 strzelił 2 gole w meczu przeciwko Liverpoolowi, tym samym The Reds zakończył serię 27 kolejnych meczów bez porażki w lidze.
| Sezon   | Klub               | Kraj    | Rozgrywki        | Mecze | Gole | Puchary europejskie    | Mecze | Bramki |
| ------- | ------------------ | ------- | ---------------- | ----- | ---- | ---------------------- | ----- | ------ |
| 2015/16 | Génération Foot    | Senegal | II liga          | ?     | ?    | –                      | –     | –      |
| 2016/17 | FC Metz            | Francja | Ligue 1          | 31    | 5    | –                      | –     | –      |
| 2017/18 | Stade Rennais FC   | Francja | Ligue 1          | 24    | 5    | –                      | –     | –      |
| 2018/19 | Stade Rennais FC   | Francja | Ligue 1          | 35    | 8    | Liga Europy UEFA       | 9     | 4      |
| 2019/20 | Watford            | Anglia  | Premier League   | 28    | 5    | –                      | –     | –      |
| 2020/21 | Watford            | Anglia  | EFL Championship | 39    | 13   | –                      | –     | –      |
| 2021/22 | Watford            | Anglia  | Premier League   | 22    | 5    | –                      | –     | –      |
| 2022/23 | Watford            | Anglia  | EFL Championship | 39    | 10   | –                      | –     | –      |
| 2023/24 | Olympique Marsylia | Francja | Ligue 1          | 23    | 3    | Kwalifikacje do LM/ LE | 12    | 2      |
| 2024/25 | Crystal Palace     | Anglia  | Premier League   | 38    | 8    | –                      | –     | –      |

'Stan na: 27 lipca 2025

### Olympique Marsylia
Po spadku Watford do Championship Sarr ogłosił 24 lipca 2023, że przechodzi do francuskiej ligi i zasili szeregi klubu Olympique Marsylia. Związał się kontraktem do 2028 roku.

## Kariera reprezentacyjna
W reprezentacji Senegalu Sarr zadebiutował 3 września 2016 roku w wygranym 2:0 meczu kwalifikacji do Pucharu Narodów Afryki 2017 z Namibią. W 2017 roku został powołany do kadry na ten turniej.